# Leptolobium
 (mars 2025).
Genre
Leptolobium est un genre de plantes à fleurs de la famille des Fabaceae, de la sous-famille des Faboideae (ou Papilionoideae), du clade des Meso-Papilionoideae, du clade des Génistoïdes et de la tribu des Leptolobieae . Ce sont des plantes néoropicales et majoritairement d'Amérique du Sud. La plupart des espèces étaient classifiées auparavant dans le genre Acosmium mais en ont été retirées sur des critères morphologiques.

## Liste des espèces
- Section Leptolobium (Vogel) Yakovlev
  - Leptolobium araguaiense Sch.Rodr. & A.M.G. Azevedo
  - Leptolobium dasycarpum Vogel
  - Leptolobium elegans Vogel
  - Leptolobium glaziovianum (Harms) Sch.Rodr. & A.M.G.Azevedo
  - Leptolobium multijugum Sch.Rodr. & A.M.G. Azevedo
  - Leptolobium nitens Vogel
  - Leptolobium panamense (Benth.) Sch.Rodr. & A.M.G. Azevedo
  - Leptolobium parvifolium (Harms) Sch.Rodr. & A.M.G. Azevedo
  - Leptolobium stirtonii (G.A. Aymard & V. González) Sch. Rodr. & A.M.G
  - Leptolobium tenuifolium Vogel
- Section Mesitis (Vogel) Yakovlev
  - Leptolobium bijugum Vogel
  - Leptolobium brachystachyum(Benth.) Sch.Rodr. & A.M.G. Azevedo

## Publication originale
- (de) Vogel, T. 1837. Linnaea; Ein Journal für die Botanik in ihrem ganzen Umfange 11: 388.